# سباق طواف فرنسا 1997
سباق طواف فرنسا 1997 من سلسلة سباقات سباق طواف فرنسا. أقيم هذا السباق في تاريخ 5 يوليو - 27 يوليو، 1997 على 21+Prologue مراحل. بعد مرور 100 ساعة و30 دقيقة و35 ثانية وبعد طي 3943.8 كم بمتوسط 39.188 كم في الساعة فاز بالميدالية الذهبية يان أولريش من ألمانيا، فيما حصد ريتشارد فيرنيك من فرنسا الميدالية الفضية، وكانت الميدالية البرونزية من نصيب ماركو بانتاني من إيطاليا.

## الميداليات
| ذهب                  | فضة                    | برونز                   |
| يان أولريش - ألمانيا | ريتشارد فيرنيك - فرنسا | ماركو بانتاني - إيطاليا |